# Operativo Olimpo
El Operativo Olimpo fue una operación policial peruana realizada el 2 de diciembre del 2020 que llevó a la captura de 77 personas vinculadas al MOVADEF, quienes realizaban acciones de infiltración en organizaciones sociales y marchas, adoctrinamiento en el Pensamiento Gonzalo y creación de organismos generados. El operativo ha sido calificado por APRODEH como un caso de terruqueo.

## Historia
La investigación que derivó en el Operativo Olimpo inició en el año 2015 y estuvo a cargo del coronel Harvey Colchado. En el transcurso de los años, se realizaron acciones de seguimiento, vigilancia y el levantamiento de las comunicaciones de los sospechosos. En el transcurso de las investigaciones, se logró captar a Fernando Olórtegui Crispín, quien estuvo encarcelado por el delito de terrorismo y uno de los máximos dirigentes de Sendero Luminoso, tomando juramento a Alfredo Crespo como Secretario General del MOVADEF. Se captó, además, a Crespo tomando juramento bajo la adhesión al Pensamiento Gonzalo de diversas personas congregadas. En total, se logró captar 64 reuniones, realizadas en diversas partes de Lima. Además, se logró la infiltración de siete agentes mediante los cuales se logró la identificación de los dirigentes de cada grupo formado. A través de los seguimientos e interceptaciones telefónicas realizados, se logró captar a los miembros de las organizaciones realizando pintas, participando en marchas de sindicatos y agrupaciones sociales, realizando campañas de propaganda y agitación y coordinaciones en favor de Abimael Guzmán. Otras actividades registradas fueron la captación de nuevos integrantes en universidades, colegios, empresas y gremios y la realización de recaudaciones de fondo y defensa legal.